# Estación de Livração
La Estación Ferroviaria de Livração, también conocida como Estación de Livração, es una plataforma ferroviaria de las Líneas del Duero y Támega, que sirve a las parroquias de Constance, en el Distrito de Porto, en Portugal.

## Características

### Localización y accesos
Se encuentra en la localidad de Constance, con acceso por la Calle de la Estación.

### Descripción física
En enero de 2011, la estación poseía 2 vías de circulación, ambas con 244 metros de longitud; las dos plataformas presentaban 197 y 125 metros de longitud, y una altura de 30 y 40 centímetros.

### Servicios
Esta plataforma es servida por convoyes Regionales e Interregionales de la operadora Comboios de Portugal.